# 브리오니

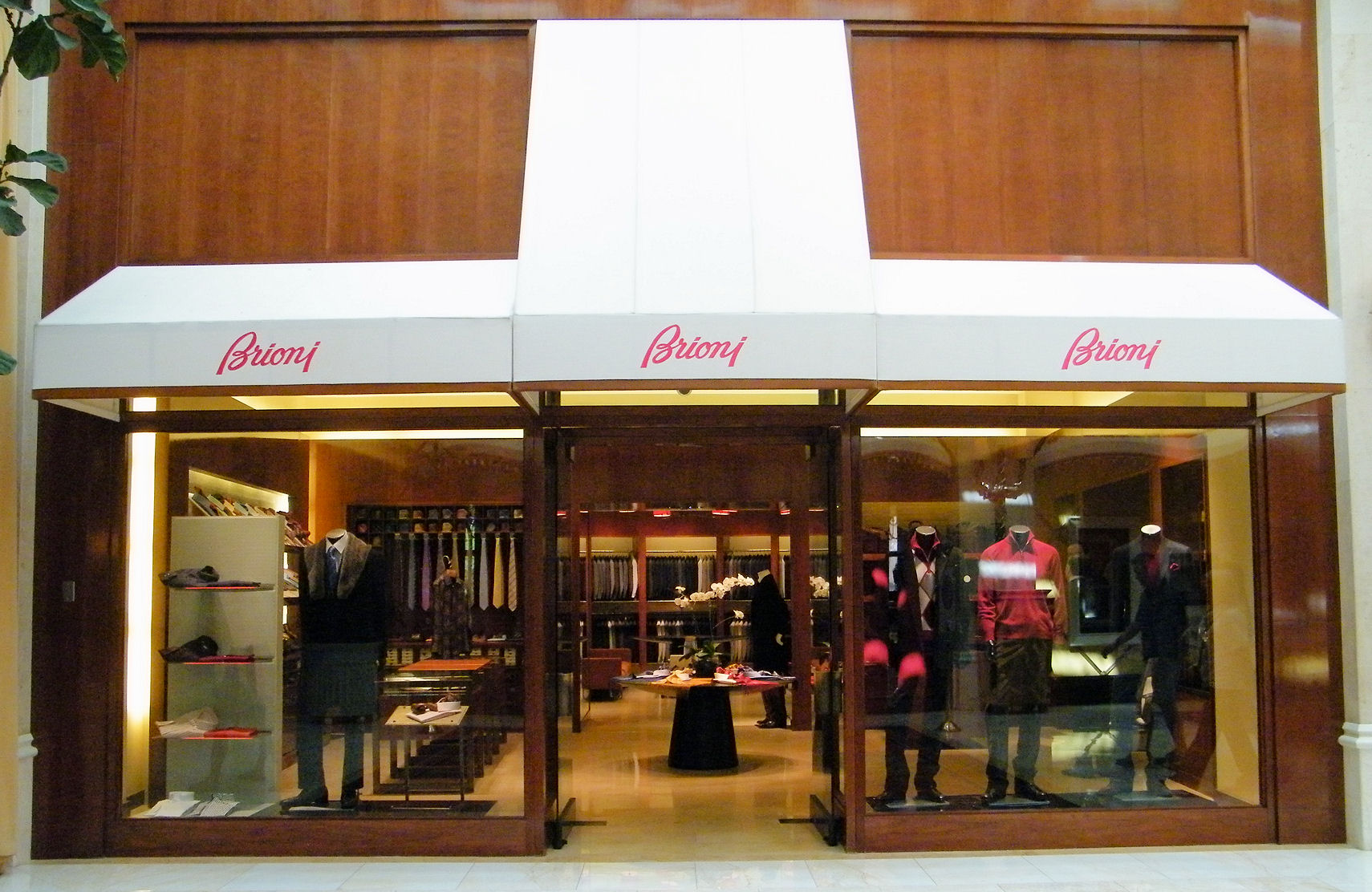
라스베가스에 있는 브리오니의 매장

브리오니(이탈리아어: Brioni)는 이탈리아의 럭셔리 패션 기업으로, 수제 초고가 양복 제작 및 판매를 전문으로 하고 있다.
1945년에 나사레노 폰티콜리(Nazareno Fonticoli)와 가에타노 사비니(Gaetano Savini)에 의해 설립되었고, 2012년에 케링 그룹(fr)에 인수되어 계열사가 되었다.
회사명은 크로아티아령인 브리유니섬(Brijuni)의 이탈리아어 이름인 브리오니섬에서 유래했으며, 본사는 펜네에 있다.

## 역사

### 1940년대
- 1945년 : 이탈리아 아브루초(Abruzzo)지방의 펜네에 위치한 오래된 도시에서 살던 테일러 나사레노 폰티콜리(Nazareno Fonticoli)와 기업가 가에타노 사비니(Gaetano Savini)가 브리오니 테일러 숍을 로마의 바르베리니(Barberini) 거리에 매장을 열었다.

### 1950년대
- 1952년 : 브리오니는 피렌체에서 최초의 남성복 런웨이를 개최하며 패션쇼의 혁신을 불러왔다.
- 1954년 : 브리오니는 미국의 영화 산업에 입성하였다.
- 1958년 : 향수인 "굿럭"이 론칭했다.

### 1980년대
- 1985년 : Nazareno Fonticoli Scuola Superiore di Sartoria 테일러링 학교를 설립했다.

### 1990년대
- 1995년 : 미국 뉴욕의 57번가에 매장을 열었다.

## 같이 보기
- 케링
- 키톤